# Christian Hipman
Christian Hipman, auch Hipmann und Hippmann geschrieben (* 21. Dezember 1585; † 8. August 1639) war Bürgermeister von Stettin.
Christian Hipmans Vater war der Seidenkrämer Andreas Hipman, seine Mutter war Barbara Lambert. In Erster Ehe heiratete er 1612 Ursula Küsel († 16. August 1620 in Stettin). Nach ihrem Tod heiratete er 1621 in der Nikolaikirche Elisabeth Hermann (* 1605; † 3. Dezember 1637). Schließlich heiratete er nach deren Tod in dritter Ehe 1638 Maria Vosberg, die Witwe seines Schwagers Michael Küsel († 1630).
Christian Hipman war Ratsherr ab 1618 sowie Kämmerer und Bollwerksherr in Stettin. In seiner Funktion als einer der beiden Bollwerksherren war er für die Einhaltung der Bollwerks-Ordnung – Bestimmungen über den Handel mit gesalzenen Fischen, Teer und einigen andere Waren, über das Beladen und Löschen der Schiffe und über die Amtsverrichtungen des Marktmeisters, des Brückenkiepers und des Baumschließers – zuständig. Im August 1629 verhandelte er zusammen mit Paul Friedeborn in Kopenhagen mit Erfolg über die Zollfreiheit mit den Dänen, die den Ruden besetzt hielten und dort Zölle erhoben.
1634 wurde er nach dem Tod von Samuel Rochlitz Bürgermeister von Stettin und blieb bis 1639 im Amt.
Er starb im Jahre 1639. Seine Leichenpredigt wurde durch Martin Leuschner, den Rektor des Stettiner Pädagogiums, gehalten. Sie ist im Druck erschienen und überliefert.